# 福永有夏
福永 有夏（ふくなが ゆか）は、日本の法学者（国際法、特に国際経済法）。博士（法学）（東京大学・論文博士・2013年）。早稲田大学社会科学総合学術院教授。

## 人物
1997年一橋大学法学部卒業、1999年東京大学大学院法学政治学研究科修士課程修了、2000年カリフォルニア大学バークレー校法科大学院修士課程修了、東京大学大学院法学政治学研究科博士課程退学。2002年ニューヨーク州弁護士資格取得、ジョージタウン大学客員研究員。2013年博士（法学）（東京大学）の学位を取得。
2000年9月静岡県立大学国際関係学部専任講師、2005年早稲田大学社会科学部専任講師、2006年早稲田大学社会科学総合学術院助教授、2007年同准教授、2011年同教授。この間2012年から2013年まで常設仲裁裁判所法務官補佐。
専門は国際法で、特に国際経済法である。

## 著作

### 著書
- 『国際経済協定の遵守確保と紛争処理 -- WTO紛争処理制度及び投資仲裁制度の意義と限界』有斐閣 (2013/9/4)

### 論文
- "An Effect-Based Approach to Anti-Dumping: Why Should We Introduce a Mandatory Lesser Duty Rule?"Journal of World Trade vol.38 no.3 2004
- "Trade Remedies in East Asian Regional Trade Agreements" International Conference on "Trade Remedy System: East Asian Perspectives" 2005
- "Securing Compliance through the WTO Dispute Settlement System: Implementation of DSB Recommendations" Journal of International Economic Law vol.9 no.2 2006
- "Participation of Private Parties in the WTO Dispute Settlement Processes: Treatment of Unsolicited Amicus Curiae Submissions" Soochow Law Review, vol.4 2007